# 茨城県道105号友部内原線

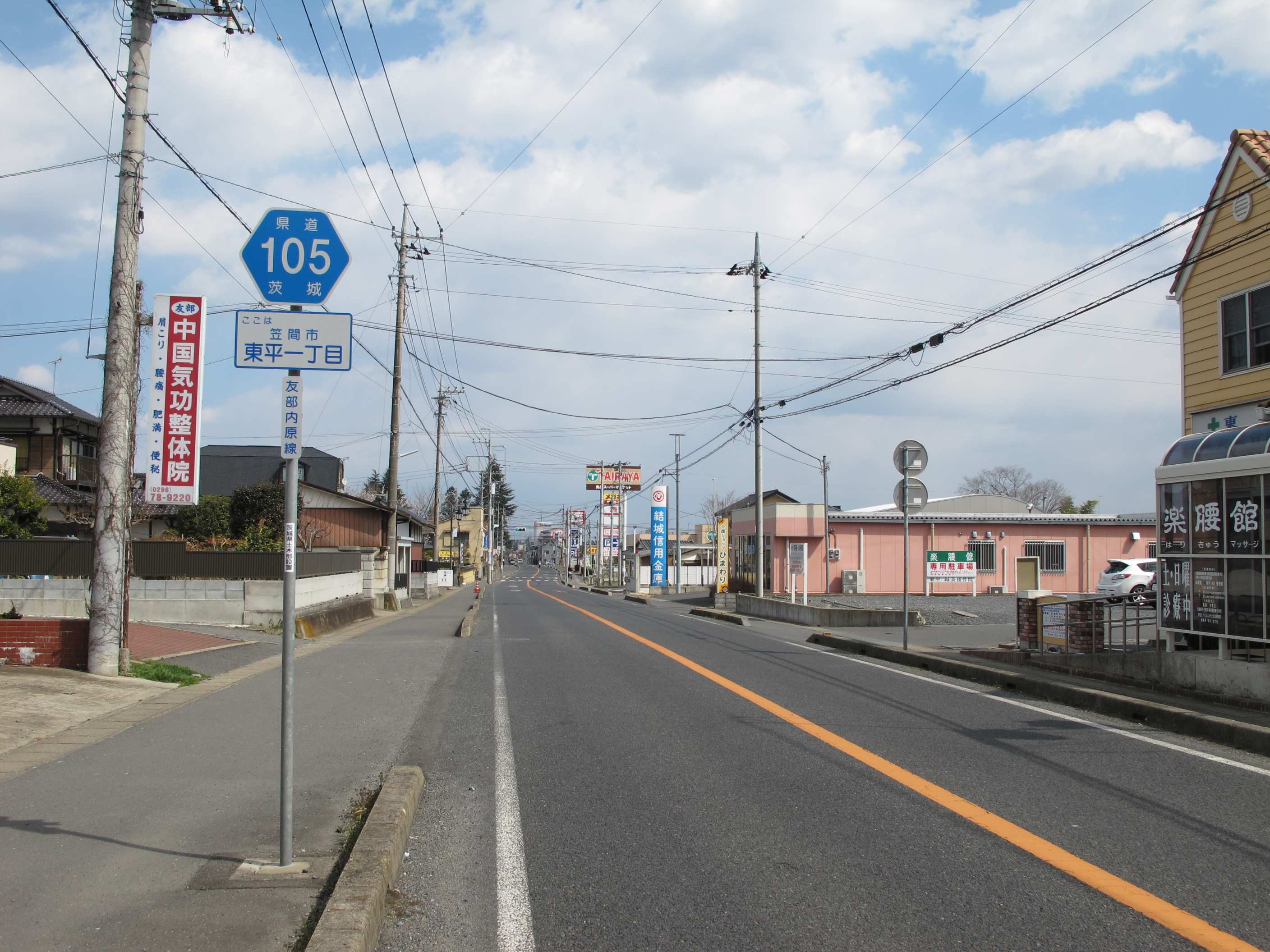
茨城県道105号友部内原線
笠間市東平一丁目（2014年3月）

茨城県道105号友部内原線（いばらきけんどう105ごう ともべ うちはらせん）は、茨城県笠間市（友部地区）から同県水戸市（内原地区）に至る県道である。

## 概要
笠間市大田町（国道355号宍戸バイパス）八反山交差点から東へ向かいJR友部駅前の友部市街地を経て、水戸市鯉渕町中台（茨城県道30号水戸岩間線）に接続する東西約7 kmの一般県道。

### 路線データ
- 起点：笠間市大田町字ニタ澤247番（国道355号宍戸バイパス交点＝八反山交差点）[1]
- 終点：水戸市鯉淵町字四ノ割3495番1（茨城県道30号水戸岩間線交点）[1]
- 総延長：8.800 km[2]
- 重用延長：なし[2]
- 未供用延長：なし[2]
- 実延長：8.800 km[2]
- 自動車交通不能区間延長[注釈 1]：なし[2]

## 歴史
1982年（昭和57年）11月1日、前身にあたる県道茨城友部線（整理番号113、東茨城郡茨城町 - 西茨城郡友部町）を廃止し、西茨城郡友部町を起点、東茨城郡内原町を終点とする内原町以西の区間を新たな一般県道として、茨城県が路線認定した。1995年（平成7年）の整理番号の再編成により、整理番号105となり現在に至る。水戸市五平町の現道が狭く、歩道がなかったことから、円滑な交通を確保するために、2017年までに延長1.23 kmの現道拡幅及び歩道の設置が行われた。

### 年表
- 1982年（昭和57年）11月1日
  - 県道友部内原線（整理番号113）として路線認定される[5]。
  - 道路区域を、西茨城郡友部町大田町（大田町十字路） - 東茨城郡内原町大字鯉渕（主要地方道石岡常北線）の区間（8.60 km）に指定[6]。
  - 同時に、茨城友部線の県道路線（整理番号113）を廃止[3]。
- 1989年（平成元年）12月28日：友部町南友部（南友部交差点） - 宮前交差点 - 同町東平1丁目（1.8337 km）のバイパス工事の区域決定[7]。
- 1993年（平成5年）12月24日：内原町大字五平 - 大字鯉淵（主要地方道水戸岩間線）のバイパス道路（約0.8 km）が開通する[8]。
- 1995年（平成7年）3月30日：整理番号113から現在の番号（整理番号105）に変更される[9]。
- 1999年（平成11年）2月15日：内原町大字五平 - 大字鯉渕の旧道（2.064 km）が指定解除により町道に降格となる[10]。
- 2000年（平成12年）2月15日：友部町大字南友部（宮前交差点） - 同町東平1丁目のバイパス道路（約0.8 km）が開通する[11]。
- 2013年（平成25年）8月22日：笠間市の国道355号旧道の一部降格に伴ない、笠間市大田町（大田町十字路から国道355号宍戸バイパス）の道路区域（延長1.40km）が本路線に追加編入され、起点が笠間市大田町の八反山交差点となる[1]。
- 2014年（平成26年）2月14日：水戸市五平町 - 同市鯉淵町の道路改良バイパス路を供用開始[12]。
- 2017年（平成29年）7月18日：水戸市五平町の五平公民館前を通過する旧道（0.3 km）が県道指定を解除され、水戸市道に降格[13]。

## 路線状況
道路法の規定に基づき、笠間市大田町（大田町十字路交差点） - 水戸市鯉淵町（主要地方道水戸岩間線交差）間は、緊急輸送道路として機能を維持するため、災害発生時の被害拡大防止を目的に道路用地内に電柱を建てることが制限されている。

### 重複区間
- 茨城県道193号杉崎友部線（笠間市大田町・大田町十字路 - 同市南友部・宮前交差点：約2.3 km）[1][7]

## 地理

### 通過する自治体
- 茨城県
  - 笠間市 - 水戸市

### 交差する道路
- 茨城県道193号杉崎友部線（笠間市南友部）
- 茨城県道281号平友部停車場線（笠間市八雲）

### 沿線
- JR水戸線
  - 宍戸駅 - 友部駅
- 茨城県立中央病院（笠間市鯉淵）